# Bhisiana
Bhisiana è una suddivisione dell'India, classificata come census town, di 4.775 abitanti, situata nel distretto di Bathinda, nello stato federato del Punjab. In base al numero di abitanti la città rientra nella classe VI (meno di 5.000 persone).

## Geografia fisica
La città è situata a 30° 17' 14 N e 74° 46' 10 E.

## Società

### Evoluzione demografica
Al censimento del 2001 la popolazione di Bhisiana assommava a 4.775 persone, delle quali 2.835 maschi e 1.940 femmine. I bambini di età inferiore o uguale ai sei anni assommavano a 723, dei quali 412 maschi e 311 femmine. Infine, coloro che erano in grado di saper almeno leggere e scrivere erano 3.560, dei quali 2.222 maschi e 1.338 femmine.